# إد وليامز (ممثل)
إد وليامز (بالإنجليزية: Ed Williams)‏ هو ممثل أمريكي، ولد في القرن 20.

## أعمال

### أفلام
- (1988) السلاح العاري: من ملفات فرقة الشرطة![2]

## وصلات خارجية
- إد وليامز على موقع IMDb (الإنجليزية)
- إد وليامز على موقع أول موفي (الإنجليزية)
- إد وليامز على موقع قاعدة بيانات الفيلم (الإنجليزية)